# Hérault Arnod Architectures
Hérault Arnod Architecture est une agence d'architecture basée à Pantin, France. Elle a été créée à Grenoble en 1991 par Isabel Hérault et Yves Arnod.

## L'agence
Yves Arnod est diplômé d'architecture de l'ENSAIS de Strasbourg en 1978. Isabel Hérault est diplômée de l'Ecole d'architecture de Grenoble en 1987. Ils fondent ensemble en 1991 leur agence Hérault Arnod Architectures à Grenoble, travaillant dans un premier temps à des projets publics dans la région Rhône-Alpes. Depuis 2011, l'agence est installée à Paris, puis à Pantin.
Concevant des projets de toute échelle, Hérault Arnod se spécialise notamment dans l'architecture de lieux publics, en particulier des salles de concerts et de congrès, des théâtres, de grands équipements sportifs et culturels.  

## Principales réalisations
- Le MuMo - Centre Pompidou, musée mobile, en collaboration avec l'artiste Krijn de Kooning, 2022[2]
- Parking Ravet, en collaboration avec l'artiste Krijn de Kooning, Chambéry, 2022
- Espace Mayenne pour sport et spectacles, Laval, 2021[3],[4]
- Le Nantil, réhabilitation de bureaux et construction de logements, Nantes, 2019
- Le Kubb, Salle de musique actuelle, Evreux, 2017[5]
- Cité Internationale Paul Ricoeur, Rennes, 2016
- La Belle Électrique, salle de spectacle, Grenoble, 2015
- Immeuble de bureaux, Massy, 2015
- Brest Arena pour sport et spectacles, Brest, 2014
- Reconversion du site minier des Fosses 9-9 bis, Oignies, 2017
- Le Métaphone, site minier des Fosses 9-9 bis, Oignies, 2013[6]
- Le Théâtre Quintaou, Anglet, 2013
- Immeuble de logements Blanche Monier, Grenoble, 2013
- Collège des Collines, Chirens, 2012
- Maison des Etudiants et Résidence Galilée, Grenoble, 2010
- Agence de Mobilité TAG, Grenoble, 2010
- Huttes scénographiques sur les pistes de la station Serre-Chevalier, pour le projet Neige de Culture, 2009
- Siège social de Rossignol, Saint-Jean de Moirans, 2009
- Immeuble mixte bureaux et locaux d'activité, Porte des Lilas, Paris, 2009
- L'immeuble à vélo, Grenoble, 2008
- Centre culturel et sportif, Les Deux Alpes, 2005
- Immeuble mixte, Grenoble, 2004
- La Patinoire Pôle Sud, Grenoble, 2001
- Gymnase, Saint-Jean de Moirans, 1997
- Ecole Emile Bourgeois, Lozanne, 1997
- Point Info, Mizoën, 1995
- Lycée Camille-Corot, Morestel, 1995
- Gymnase Lionel Terray, Echirolles, 1991

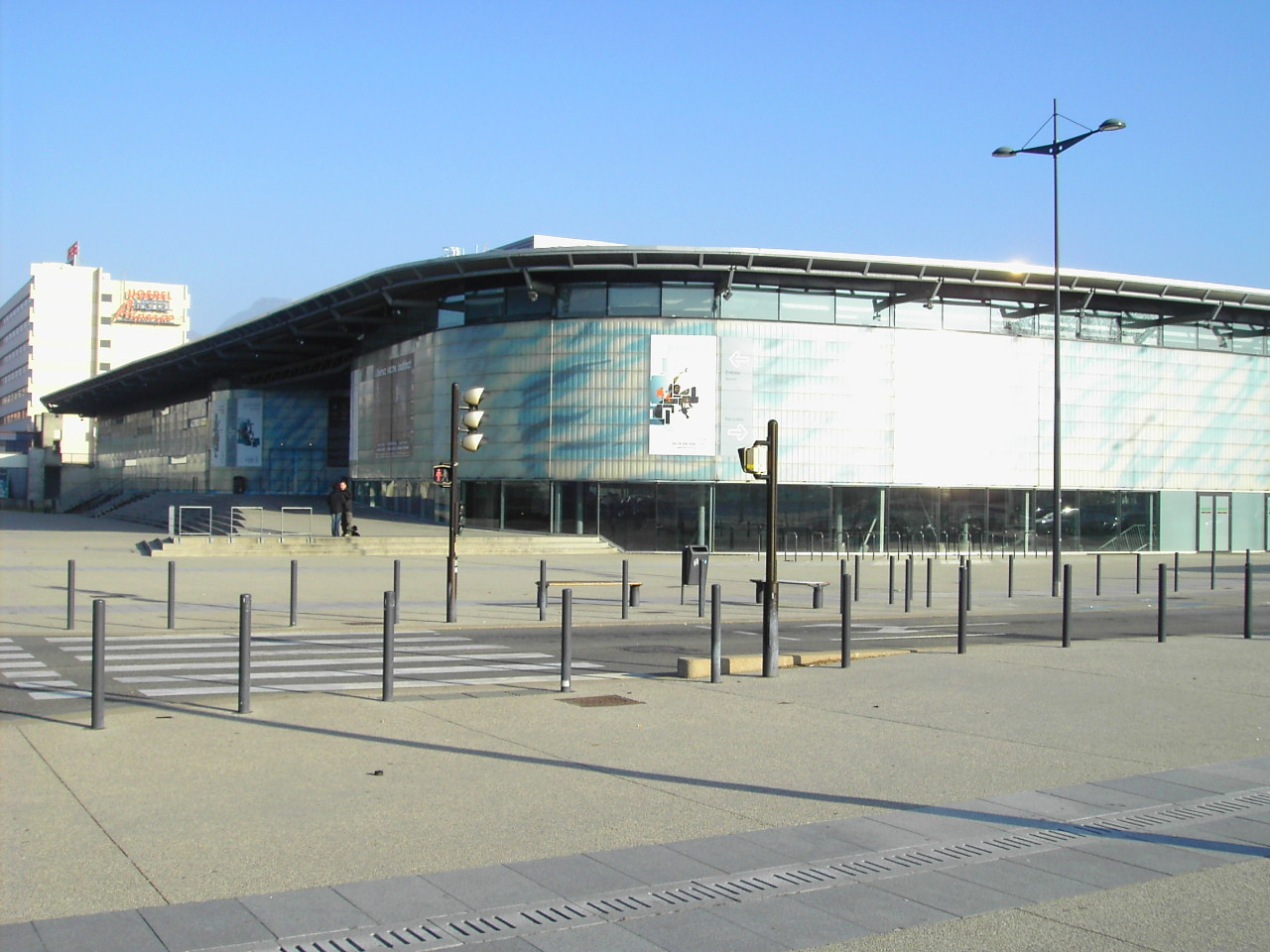
La Patinoire Pôle Sud à Grenoble.
L'immeuble à vélos à Grenoble.
Le Métaphone à Oignies.
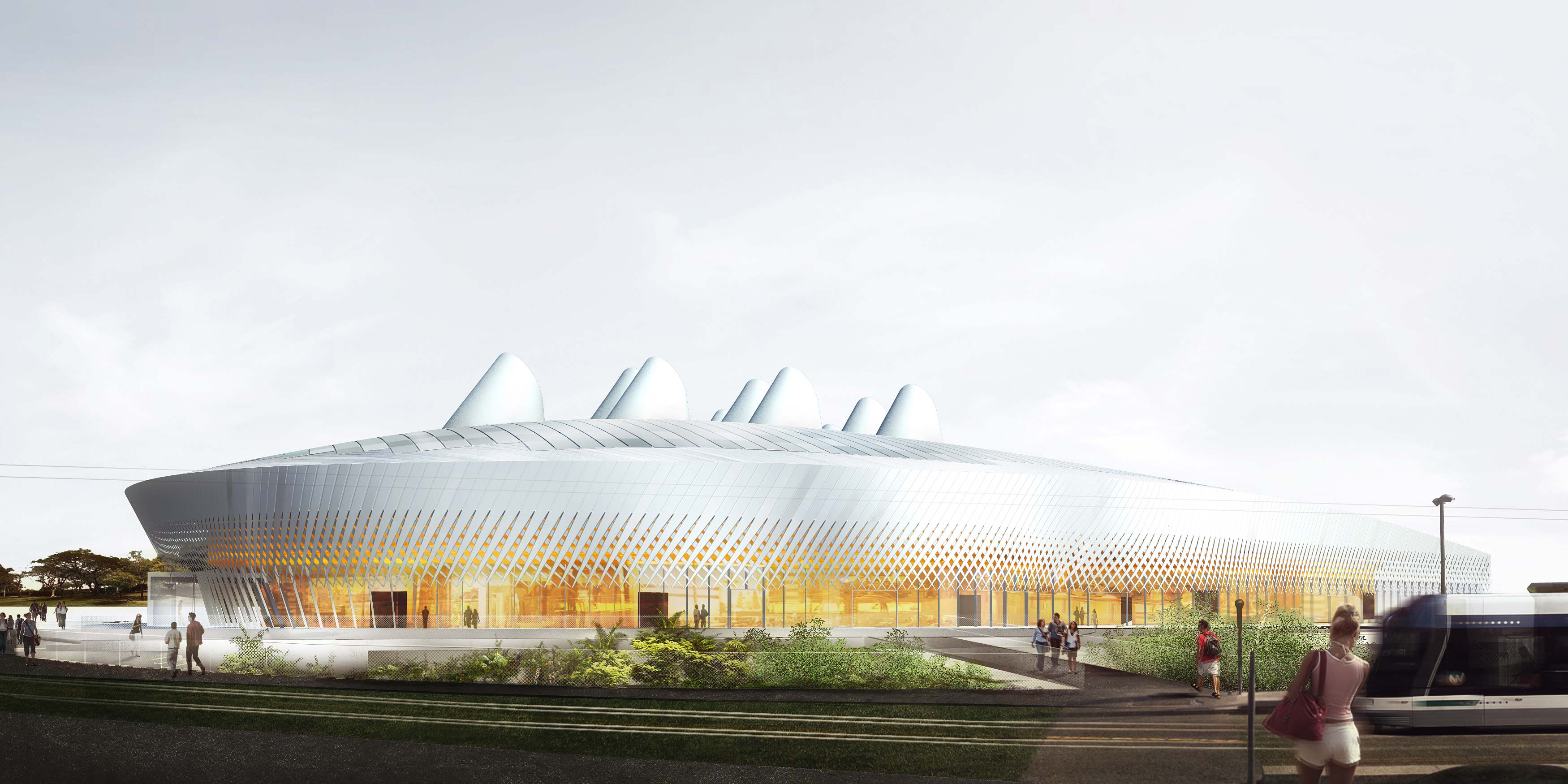
La Brest Arena à Brest.
La Belle Électrique à Grenoble.